# Cladorhynchus leucocephalus
La cigüeñuela pechirroja (Cladorhynchus leucocephalus) es una especie de ave caradriforme de la familia Recurvirostridae endémica de Australia. Es la única especie del género Cladorhynchus. El holotipo de la especie fue descrito por Louis Jean Pierre Vieillot en Victoria en 1816.